# Parafia św. Józefa w Poughkeepsie
Parafia św. Józefa w Poughkeepsie (ang. St. Joseph's Parish) – parafia rzymskokatolicka położona w Poughkeepsie, hrabstwie Dutchess, w stanie Nowy Jork, Stany Zjednoczone.
Jest ona wieloetniczną parafią w archidiecezji Nowy Jork, z mszą św. w j. polskim dla polskich imigrantów. Parafia pozostaje pod jurysdykcją Archidiecezji Nowego Jorku, jej proboszczem jest ks. Roland Perez. 
Ustanowiona w 1901 roku i dedykowana św. Józefowi.

## Szkoły
- St. Joseph Church/School of Polish Language